# Vojtech Dangl
Vojtech Dangl (Ipolyság, 1937. április 15. – Pozsony, 2018. július 8.) szlovák történész.

## Élete
Szülővárosában végezte iskoláit, 1955-ben érettségizett. Előbb a prágai Technikai Főiskolán tanult tovább, majd a Károly Egyetem történelem-filozófia szakán végzett. 1962-ben a besztercebányai SzNF Múzeumában kezdett dolgozni szakmunkatársként. 1965-1970 között a Szlovák Műemlékvédelmi Intézetnél, majd 2004-ig a Hadtörténeti Intézetnél dolgozott. Később a Szlovák Tudományos Akadémia pozsonyi Történeti Intézetében helyezkedett el. A hadtörténeti kutatások részlegének igazgatója volt, 1999-től a Hadtörténeti Intézet Tudományos Tanácsának elnöke.
Tagja a Szlovák Történeti Társaságnak és a Szlovák-Magyar Történeti Bizottságnak.
Számos szakmai folyóiratban, hetilapban jelentek meg a művei, például: Historická revue, Historický časopis, Krásy Slovenska, Nové Slovo, és tudománynépszerűsítő cikket is publikált.

## Elismerései
- 2017 Szlovák Köztársaság Védelmi Miniszterének emlékérme 1. osztály[4]

## Művei
- 1967 Kalište
- 1970 Čierny orol
- 1976 Krompachy
- 1981 Slávni vojvodcovia
- 1984 Bitky a bojiská
- 1986 Slovensko vo víre stavovských povstaní
- 1986 Vojenské dejiny Československa II. (társszerző)
- 1994 Bethlen proti Habsburkům (tsz.)
- 1995 Vojenské dejiny Slovenska II. (tsz.)
- 1996 Vojenské dejiny Slovenska III. (tsz.)
- 2005/2007 Bitky a bojiská v našich dejinách
- 2009 Pod zástavou cisára a kráľa.
- 2017 Bitky a bojiská v našich dejinách